# Jack McQuesten

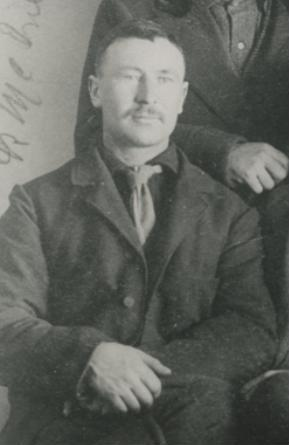
Jack McQuesten (1836–1909)

Leroy Napoleon McQuesten (* 1836; † 1909), der die Namensform Jack McQuesten bevorzugte, war Entdecker, Händler, Goldsucher in Alaska und im Yukon, aber auch in British Columbia, Alberta und Manitoba, ebenso wie in Kalifornien. Er wird häufig als „Vater des Yukon“ bezeichnet. Auch andere Bezeichnungen, wie Yukon Jack oder Captain Jack waren geläufig.

## Leben

### Kindheit in New Hampshire, Illinois, Wisconsin
Geboren wurde er 1836 in Litchfield, oder in Portland in Maine, als Kind von John und Mary McQuesten. Er hatte fünf Brüder und eine Schwester. 1838 zog die Familie nach Galena in Illinois. Um 1845 zog sie nach Platteville in Wisconsin, spätestens jedenfalls 1848.

### Goldsuche in Kalifornien, Bauer in Oregon, Soldat
1849 oder 1850 bis 1852 suchte Jack zusammen mit seinem Vater John McQuesten und seinem ältesten Bruder Varnum, in Kalifornien Gold. Die Mutter blieb in Wisconsin. Jack wanderte danach von einem Goldfeld zum nächsten. Um 1849 starb sein zweitältester Bruder Clinton. Jack arbeitete auf einer Farm in Oregon, 1855 diente er in der US-Armee in den Oregon Indian Wars, den Kriegen, in denen die Armee alle Indianer Oregons aus dem Westen des Territoriums deportieren wollte.

### Goldsuche am Fraser, Sägemühle in Washington, Captain Jack, Westkanada
1858 zog McQuesten nach Norden, um Gold zu suchen, an den Fraser (Fraser-Canyon-Goldrausch), zum letzten Mal mit seiner Familie. 1863 verließ er den Fraser und seine Familie, die er erst 1897 wiedersah. Sein Vater starb jedoch bereits 1880 in Orlando. Der letzte gemeinsame Wohnort war Quesnelle Forks im Cariboo-Gebiet (Cariboo-Goldrausch) in British Columbia.
1858 fuhr Leroy mit einem Schiff von Port Gamble in Washington, wo er wohl in einer Sägemühle gearbeitet hatte, nach Victoria, dem einzig erlaubten Einfallstor in die kanadischen Goldgebiete. Auf der Überfahrt geriet das Schiff in einen schweren Sturm, und Leroy gelang es, das Schiff zu retten. Seitdem wurde er häufig als Sailor Jack oder Captain Jack bezeichnet, und Leroy akzeptierte seinen neuen Vornamen. Vom Fraser zog Leroy-Jack zum Peace River und blieb auch dort, als die meisten wieder südwärts zogen. Er ging in die Gegend von Fort St. John, dann nach Fort Vermilion in Alberta, wo er von Jagd und Fallenstellerei lebte. 1865 zog er weiter nach Manitoba. Hier lernte er seinen lebenslangen Freund Al Mayo kennen, der kurz nach dem Bürgerkrieg in den USA die Armee verlassen hatte. Jack versuchte sich als Voyageur und versorgte Fort Garry mit Lebensmitteln. Mit der Hudson’s Bay Company arbeitete McQuesten zwischen 1865 und 1869 zusammen. Bis 1871 zog er als Fallensteller, Goldsucher, Voyageur und Händler durch den Westen Kanadas, bis er am Hay River vom Yukon hörte. Er entschloss sich, über Land und Flüsse dorthin zu gehen.

### Fort Yukon, Ehe, 11 Kinder
Am 15. August 1873 erreichte McQuesten Fort Yukon. Seine Partner waren Arthur Harper, ein Nordire, der 1832 als Junge ausgewandert war, und Alfred Mayo, genannt Al Mayo, ein Zirkusakrobat aus Kentucky. Sie kamen gemeinsam in die Region, alle drei heirateten indianische Frauen. So hieß McQuestens Frau Satejdenalno Nagetah (1860–1921), doch zog er „Katherine“ vor. Sie war 14 Jahre alt und damit 24 Jahre jünger als ihr Mann und gehörte zu den Koyukon-Athabasken, wahrscheinlich aus Nulato. Ihr Vater war Russe, sie war in der Missionsstation Ikogmiut aufgewachsen und sprach Athabaskisch, Russisch und Englisch. McQuesten ehelichte sie erst vier Jahre später. Sie schenkte ihm insgesamt 11 Kinder, das letzte starb 2001 im Alter von 105 Jahren. Die anderen beiden Frauen hießen Jenny Harper (Seentahna) und Margaret Mayo (Neehunilthnoh), letztere hatte ebenfalls einen russischen Vater, die beiden Frauen waren Cousinen. Als sie die Männer kennen lernten, die 27, 38 und 39 Jahre alt waren, waren alle drei erst 14. Auch der Vater von McQuestens Dolmetscher John Minook war Russe.

### Handelsposten der ACC, erstes Dampfboot, Fortymile
Obwohl McQuesten die Region am Klondike durchsucht hatte, glaubte er, dort finde sich nichts, was den Aufwand lohne. 1873 suchte er rund 130 km oberhalb des Klondike am White River. Die Partner unterhielten ein dünnes Versorgungsnetz für die langsam wachsende Zahl von Goldsuchern. Ende August 1874 errichtete McQuesten einen Handelsposten bei Fort Reliance im Auftrag der Alaska Commercial Company, rund zehn Kilometer unterhalb der Mündung des Klondike, den er als „Trundeck River“ bezeichnete. Mit Trundeck meinte er die Tr’ondëk Hwëch’in, eine indianische Gruppe, die überwiegend auf einer Insel gegenüber dem späteren Dawson lebte.
Einige Zeit lebten er und seine Partner vom Handel und erwarben Pelze, McQuesten führte die Yukon, das erste Dampfboot auf dem Yukon River. Zusammen mit Frank Barnfield und eigens engagierten Indianern errichtete er eine Hütte. McQuesten blieb als einziger mehrere Jahre, insgesamt zwölf, in dem Posten, dessen Grundfläche rund 30 mal 20 Fuß bemaß. An seinem Handelsposten trafen sich Hän, vor allem die benachbarten Tr’ondek Hwetch’in, Upper Tanana und Northern Tutchone. Ihn zog es jedoch bald an andere Stellen, wie einen Fluss, den er Fortymile (Vierzig Meilen) nannte, dann zum Sixty Mile (Sechzig Meilen). Sie erhielten ihre Namen von der Entfernung zu seinem Ausgangspunkt. Fortymile blieb bis 1896 der wichtigste Versorgungsposten im Yukon und die erste dauerhafte kanadische Siedlung im Nordwesten. McQuesten besaß bald ein eigenes Schiff.

### Klondike-Goldrausch
Schon im Sommer 1885 erkannte McQuesten, dass der Handel mit den Goldsuchern bald mehr Bedeutung haben würde, als der Pelzhandel mit den Indianern. 1893 gründete er Circle City. 1896 lieh er George Carmack, dessen Funde den Klondike-Goldrausch auslösten, nachdem Skookum Jim und Tagish Charlie den entscheidenden Fund gemacht hatten, Ausrüstungsgegenstände im Wert von 130 Dollar, obwohl Carmack kein Geld und keine Sicherheiten bieten konnte.

### Kalifornien
Als der eigentliche Goldrausch 1896 einsetzte, ging McQuesten mit seiner Familie nach Kalifornien. 1901 besuchte Chief Isaac, der Häuptling der Tr'ondek Hwech'in, der größten Han-Gruppe, die inzwischen von Dawson nach Moosehide gezogen war, zusammen mit seinem Bruder Walter Benjamin und dem Medizinmann Little Paul seinen Freund McQuesten. Dazu reisten die drei auf dem Dampfboot Sarah auf dem Yukon nach St. Michael, schließlich weiter nach Seattle, San Francisco und Berkeley in Kalifornien. Sie waren Gäste der Alaska Commercial Company, für die McQuesten lange gearbeitet hatte, und besichtigten die Goldgräberstädte entlang der Route.
McQuesten starb 1909.
Ein Nebenfluss des Stewart River, der McQuesten River trägt heute seinen Namen sowie dessen Quellsee, eine 2003 geschlossene Lodge am Klondike Highway, wo er den McQuesten River überquert, Straßen in Whitehorse, Mayo und Faro, ein Flugplatz und der McQuesten Mineral Belt, wo sich Gold findet, ebenso wie eine Whiskysorte, die als „Yukon Jack“ gehandelt wird.